# Vina (Chorwacja)
Vina – wieś w Chorwacji, w żupanii splicko-dalmatyńskiej, w mieście Vrgorac. W 2011 roku liczyła 134 mieszkańców.